# 안드레스 훙케라
안드레스 아벨리노 사피코 훙케라(스페인어: Andrés Avelino Zapico Junquera; 1946년 4월 23일, 아스투리아스 지방 라 펠게라 ~ 2019년 5월 6일, 아스투리아스 지방 리아뇨)는 스페인의 전 축구 선수로, 현역 시절 골키퍼로 활약하였다.

## 클럽 경력
훙케라는 아스투리아스 지방 랑그레오 라 펠게라 출신으로, 세군다 디비시온의 랑그레오에서 성인 무대 신고식을 치렀다. 그는 1966년에 레알 마드리드에 입단하여, 2-0으로 이긴 1967년 9월 10일자 세비야 원정 경기에서 라 리가 경기에 처음으로 출전하였다.
산티아고 베르나베우에서 머물면서, 훙케라는 5차례 라 리가 우승을 거두었고, 여기에 코파 델 헤네랄리시모를 3번 더 우승하였으며, 1967-68 시즌에는 트로페오 리카르도 사모라의 주인공이 되었다.
그는 유러피언컵에 7경기 출전하기도 했다.
훙케라는 1975년 여름에 사라고사로 이적했는데, 2년차인 1976-77 시즌에 소속 구단이 강등되는 쓴맛을 보았지만, 그 다음 시즌에 1부 리그로 다시 승격되었다. 그는 1978년에 32세의 나이에 반월상연골 부상으로 은퇴하였다.

## 노년과 최후
현역 은퇴 후, 훙케라는 사마에서 숙박업에 종사하였다.
2019년 5월 6일, 73세의 훙케라는 심근 경색으로 쓰러졌고, 같은 날 랑그레오 리아뇨의 바예 델 날론 병원에서 사망 판정을 받았다.